# تومارو اسکوئر
تومارو اسکوئر (انگلیسی: Tomorrow Square) ساختمان اداری مسکونی ۶۳ طبقه مستقر در شهر شانگهای، چین است، که در سال ۲۰۰۳ احداث گردید.